# Лоддерс, Катарина
Катарина Йоханна «Рина» Лоддерс (нидерл. Catharina Johanna "Rina" Lodders; 18 августа 1942, Харлем) — бывшая модель. Она победила в конкурсе Мисс Мира, прошедшем 9 ноября 1962 года и стала второй «Мисс Мира» голландского происхождения. Приз составил 30 000 гульденов. В том же году приняла участие в конкурсе Мисс Интернешнл 1962, на котором стала 3-й вице-мисс.
В октябре 1963 года получила известность в США. После её переезда в США она познакомилась с Чабби Чекером. В 1964 году они поженились в лютеранской церкви Пеннсокен в штате Нью-Джерси Незадолго до свадьбы Чабби Чекер написал хит «Loddy Lo» специально для Рины. Супруги имеют троих детей, две дочери зарабатывают себе на жизнь в модельном бизнесе.